# Résolution 1378 du Conseil de sécurité des Nations unies
Membres permanents
- Chine
- États-Unis
- France
- Royaume-Uni
- Russie

Membres non permanents
- Bangladesh
- Colombie
- Irlande
- Jamaïque
- Mali
- Maurice
- Norvège
- Singapour
- Tunisie
- Ukraine

Résolution no 1377 Résolution no 1379
La résolution 1378 du Conseil de sécurité des Nations unies fut adoptée à l'unanimité le 14 novembre 2001. Après avoir réaffirmé toutes les résolutions sur la situation en Afghanistan, en particulier les résolutions 1267 (de 1999), 1333 (de 2000) et 1363 (de 2001), le Conseil a affirmé que les Nations unies joueraient un rôle important dans le pays et a appelé à la mise en place d'une administration de transition conduisant à la formation d'un nouveau gouvernement.
Le Conseil de sécurité a reconnu l’urgence de la situation en Afghanistan, en particulier à Kaboul, et a appuyé les efforts de lutte contre le terrorisme conformément aux résolutions 1368 (2001) et 1373 (2001).  Il a condamné les talibans pour avoir permis à l'Afghanistan d'être utilisé comme base et refuge pour Al-Qaïda, d'autres groupes terroristes et Oussama Ben Laden et des violations du droit international. Le préambule de la résolution saluait la déclaration du groupe des "six plus deux" et l'intention de convoquer une réunion impliquant tous les processus afghans.
La résolution appuyait les efforts du peuple afghan pour mettre en place une nouvelle administration de transition conduisant à la formation d'un gouvernement pleinement représentatif, respectueux des droits de l'homme et de ses obligations internationales et facilitant l'acheminement de l'aide humanitaire. Il a appelé les forces afghanes à s'abstenir de toutes représailles et à respecter les droits de l'homme et le droit international humanitaire.
Le Conseil a affirmé un rôle central des Nations unies en Afghanistan dans la mise en place de l'administration de transition. Il a appelé les États membres à apporter leur soutien à la mise en place de l'administration et du gouvernement de transition, à l'aide humanitaire et à l'assistance à long terme en ce qui concerne la reconstruction sociale et économique et le relèvement du pays. Enfin, les États membres ont été instamment priés d’assurer la sécurité des zones d’Afghanistan qui ne sont plus sous le contrôle des Talibans, en particulier Kaboul, et de protéger les civils, les autorités de transition et tout le personnel international.